# 馬島 (山口県)
馬島（うましま）は、山口県の東部熊毛郡田布施町の島。人口は27人（平成27年国勢調査）。

## 概要
麻里府港から渡船で10分ほどの距離にある。気候は比較的温暖で雪は積もることがあまりない。110mの小さな山があり、頂上までは大人の足で20分ほど。頂上からは瀬戸内海の島々が眺望でき、天気のいい時は大分県の国東半島がまで見える。馬島の由来は、平安時代に馬飼い島として使われていたからというのが有力な説である。刺し網漁などの沿岸漁業が行われる。かつてはアサリ養殖なども行われていた。夏はキャンプ場である「のんびらんどうましま」（1996年開設）に多くの人が訪れにぎわう。秋ごろには水平線に沈む夕日が見ることができる。夕日の名所。

## 作品
明治の文豪、国木田独歩が「酒中日記」の中で馬島について記述している。